# Піра кальдо
Піракальдо — це рибний суп, який є частиною традиційної кухні Парагваю. Слово Піра на гуарані означає «риба».

## Історія
Суп дуже калорійний і багатий на білок. Це пов'язано з обставинами, що склалися після Парагвайської війни (1864—1870). Війна призвела до дефіциту продовольства, тому щоденний раціон був обмежений і повинен був бути калорійним і поживним.
Маргарита Міро Ібарс, дослідниця парагвайської кулінарної антропології, стверджує, що «…усі групи гуарані були основними споживачами риби та готували рибну страву. Риба була основним харчовим білком разом із дичиною, подібною до іспанських, і великою кількістю мисливських тварин…»

## Інгредієнти
Традиційно для приготування піра кальдо використовується переважно дрібна річкова риба, така як манді та тарі, з сімейства панцирних сомів. Інші інгредієнти включають жир, цибулю, помідори, зелений або червоний болгарський перець, петрушку, перець, спеції та сіль.

## Підготовка
Найчастіше піра кальдо починається з обсмажування овочів на невеликій кількості яловичого або свинячого жиру. Потім додається кип'ячена вода і риба з сіллю і спеціями. Коли риба звариться і суп стане густим, додають трохи подрібненого перцю чилі.
Оскільки піра кальдо є широко поширеною стравою, існує кілька варіацій. Один із них, який є багатим джерелом білка, готується шляхом пропускання вареної риби через невеликий млин. Такий спосіб приготування дозволяє уникнути проблеми, що маленькі діти можуть вдавитися кістками.